# 柿沢安耶
柿沢 安耶（かきさわ あや、1977年3月5日 - ）は東京都出身のパティシエである。学習院大学文学部仏文学科卒。

## 人物
- 大学在学中に料理研究家内坂芳美の下にフランス料理を学び、フランスの料理学校に留学。
- 大学卒業前後から腕を磨くため洋菓子店など3店を掛け持ちして働くが、容姿や愛想の良さから厨房ではなく接客担当に。
- 23歳から肉類を一切食べないベジタリアンになる。
- 大学卒業後パティスリー、カフェ勤務を経て2003年に栃木県宇都宮市砥上町にオーガニック料理のカフェレストラン「オーガニックベジカフェ・イヌイ」（現在休業中）を開店した。2006年に世界初のオーガニック野菜スイーツ専門店「パティスリー・ポタジエ」を開店した。そして2013年6月、中目黒にデリカテッセン「ポタジエ マルシェ」を開店した（閉店）。

## メディア
- 柿沢安耶のオールナイトニッポン（金曜1部2008年8月 - 2008年10月、ニッポン放送）
- 情熱大陸（2008年11月26日、毎日放送）
- 親子で作ろう!かんたん野菜スイーツ（2009年、NHKデジタルラジオ）
- 畑のうた（2009年1月 - 、テレビ東京）
- 絶対知っておきたい20人（2009年4月2日、日本テレビ）
- きょうの料理（2009年5月26日、NHK）アスパラガスのロールケーキ
- ソロモン流（2009年6月14日、テレビ東京）
- The Voice of Farmers（2009年10月11日 - 2016年3月27日、ニッポン放送）
- 日経スペシャル カンブリア宮殿 ニッポン人よ、大志を抱け！ ～夢を仕事にした人スペシャル～（2011年1月6日、テレビ東京）[1]
- キッチンが走る!（2012年11月16日、NHK）

## 書籍

### 著書
- 『雑穀ごはんと野菜のおかず 「高機能な雑穀」+「ヘルシー野菜」のおいしい洋風レシピ』（2006年6月29日、マーブルトロン/中央公論新社）ISBN 9784123901284
- 『野菜のスイーツ パティスリーポタジエが贈るとびきりヘルシーなスイーツ・レシピ集』（2007年4月27日、マーブルトロン/中央公論新社 マーブルブックス）ISBN 9784123901567
  - 『野菜のスイーツ パティスリーポタジエが贈るとびきりヘルシーなスイーツ・レシピ集』（2010年8月26日、メディアパル メディアパルムック）ISBN 9784896103380
- 『パティスリーポタジエのナチュラル野菜スイーツ』（2008年4月12日、講談社）ISBN 9784062783750
- 『からだが喜ぶ やさしい野菜図鑑』（2008年10月25日、ワニブックス） ISBN 9784847018091
- 『「パティスリー ポタジエ」発 野菜ごちそうレシピ』（2009年6月23日）ISBN 9784796672559。
- 『野菜女子のレシピ帳』（共著者:枝元なほみ YOME）（2010年1月28日、家の光協会）ISBN 9784259562762
- 『パティスリーポタジエの季節の野菜スイーツ』(2010年4月15日、講談社) ISBN 9784062784221
- 『野菜たっぷり美人スープ “ポタジエ"スタイル』(2010年11月16日、小学館) ISBN 9784093107839
- 『野菜で食育！おいしいスイーツ(1) 春野菜でつくるお菓子』(2010年11月30日、岩崎書店) ISBN 9784265028818
- 『野菜で食育！おいしいスイーツ(2) 夏野菜でつくるお菓子』(2010年12月31日、岩崎書店) ISBN 9784265028825
- 『野菜で食育！おいしいスイーツ(3) 秋野菜でつくるお菓子』(2011年2月10日、岩崎書店) ISBN 9784265028832
- 『野菜で食育！おいしいスイーツ(4) 冬野菜でつくるお菓子』(2011年3月10日、岩崎書店) ISBN 9784265028849
- 『カルフルベジフル野菜ごはん』(2012年4月27日、講談社) ISBN 9784062995573
- 『親子で楽しむこども野菜塾』(2012年6月12日、明治書院) ISBN 9784625624209

### 監修
- 『ベジタブルスイーツ キレイを引き出すあまーいレシピ30』（監修:柿沢安耶）（2006年12月4日、あおば出版）ISBN 9784873177892